# My Faithful Husband
My Faithful Husband es una serie de televisión filipina transmitida por GMA Network desde el 10 de agosto hasta el 13 de noviembre de 2015. Está protagonizada por Dennis Trillo, Jennylyn Mercado, Louise delos Reyes y Mikael Daez.

## Elenco

### Elenco principal
- Dennis Trillo como Emmanuel "Emman" Dela Paz.
- Jennylyn Mercado como Melanie "Mel" Fernandez-Dela Paz.
- Mikael Daez como Dean Montenegro.
- Louise delos Reyes como Mylene Fernández.

### Elenco secundario
- Snooky Serna como Mercedes Dela Paz.
- Lloyd Samartino como Artemio Fernández.
- Rio Locsin como Carmen Fernández.
- Nonie Buencamino como Lorenz Dela Paz.
- Enzo Pineda como Arnel.
- Timmy Cruz como Elvie Dela Paz.
- Jazz Ocampo como Carla Dela Paz.
- Kevin Santos como Dodong.
- Jade López como Doyee Dela Paz.
- Ricky Davao como Arnaldo Dela Paz.
- Lynn Ynchausti-Cruz como Charito Castro.
- Dakota Dufloth como Rodel.
- Julia Lee como Adelle.
- Jerald Nápoles como Mars.
- Aaron Yanga como Dante.
- Mega Unciano como Ricky.
- Rich Asunción como Soling.
- Sef Cadayona como Jerome Dela Paz.
- Dianne Hernández como Francine.
- Ronnie Henares como Mario Montenegro.
- Jodense Valenciano-Escudero como Desiderio "Bugoy" Fernandez.
- Iya Villania como Misty.